# 1730 en science
| Années de la science : 1727 - 1728 - 1729 - 1730 - 1731 - 1732 - 1733    |
| Décennies de la science : 1700 - 1710 - 1720 - 1730 - 1740 - 1750 - 1760 |

Cet article présente les faits marquants de l'année 1730 en science.

## Événements

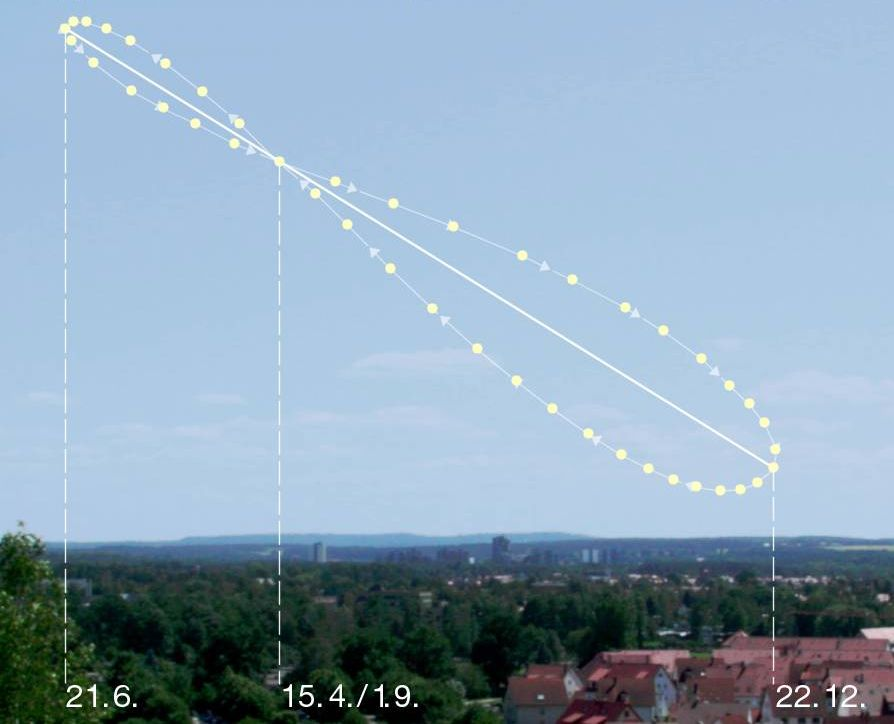
Analemme.

- 7 novembre : le britannique Joseph Foljambe dépose le brevet de la charrue à fer Rotherham, la première charrue en métal commercialisée[1],[2].
- L'analemme est inventé par l'astronome français Jean-Paul Grandjean de Fouchy[3].

- Le physicien et naturaliste René-Antoine Ferchault de Réaumur met au point un thermomètre à alcool précis. Il conçoit en 1731 l'échelle Réaumur de 0 (le point de congélation de l'eau) à 80 (le point d'ébullition)[4].
- La pendule à coucou est inventée par Franz Ketterer (en) un horloger de Schönwald dans la Forêt-Noire en Allemagne[5].

## Publications
- Abraham de Moivre : Miscellanea analytica de seriebus et quadraturis. Le mathématicien français introduit les premières séries génératrices[6].
- James Stirling : methodus differentialis, sive tractatus de summatione et interpolatione serierum infinitarum, Londres. Traité mathématique sur les séries infinies qui contient la formule de Stirling[7].

## Naissances

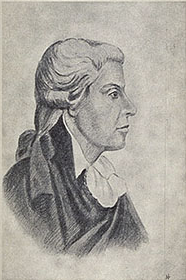
Felice Fontana

- 16 janvier : Jean Baptiste Gaspard Bochart de Saron (mort en 1794), magistrat, astronome et mathématicien français.
- 2 mars : Gottfried Christoph Beireis (mort en 1809), chimiste et médecin allemand.
- 11 mars : Otto Friedrich Müller (mort en 1784), zoologiste danois.
- 22 mars : Charles-Louis de Loys de Cheseaux (mort en 1789), historien de la physique suisse.
- 31 mars : Étienne Bézout (mort en 1783), mathématicien français.
- 15 avril : Felice Fontana (mort en 1805), physicien et naturaliste italien.
- 8 juin : Dominique Chaix (mort en 1799), botaniste et prêtre français.
  - 9 juin : Jean-Baptiste Thillaie Delaborde (mort en 1777), prêtre jésuite, physicien et mathématicien français.
- 26 juin : Charles Messier (mort en 1817), astronome français.
- 6 juillet : Peter Jonas Bergius (mort en 1790), médecin et botaniste suédois.
- 14 juillet : Nicolas Claude Duval-le-Roy (mort en 1810), mathématicien et hydrographe français.
- 11 août : Abbé Charles Bossut (mort en 1814), géomètre français, membre de l'Académie des sciences.
- 12 août : Edme-Louis Daubenton (mort en 1785), naturaliste français.
- 31 août : Louis Necker (mort en 1804), mathématicien genevois.
- 10 octobre : Johann Hieronymus Chemnitz (mort en 1800), homme d’église et conchyliologiste allemand.
- 8 décembre : Johann Hedwig (mort en 1799), botaniste allemand.
- 14 décembre : James Bruce (mort en 1794), explorateur et géographe écossais.
- 30 décembre : Sir William Douglas Hamilton (mort en 1803), diplomate, antiquaire, archéologue et volcanologue britannique.
- Vers 1730 : William Hudson (mort en 1793), botaniste anglais.

## Décès
- 18 janvier : Antonio Vallisneri (né en 1661), médecin et naturaliste italien.
- 7 juillet : Johann Christian Buxbaum (né en 1693), médecin, botaniste et explorateur allemand.
- 10 septembre : Joseph-Guichard Du Verney (né en 1648), médecin et anatomiste français.
- 16 octobre : Antoine de Lamothe-Cadillac (né en 1658), explorateur français, fondateur en 1701 de la ville de Détroit (Michigan).
- 1er novembre : Luigi Ferdinando Marsigli (né en 1658), scientifique et militaire italien.